# Domenico Millelire

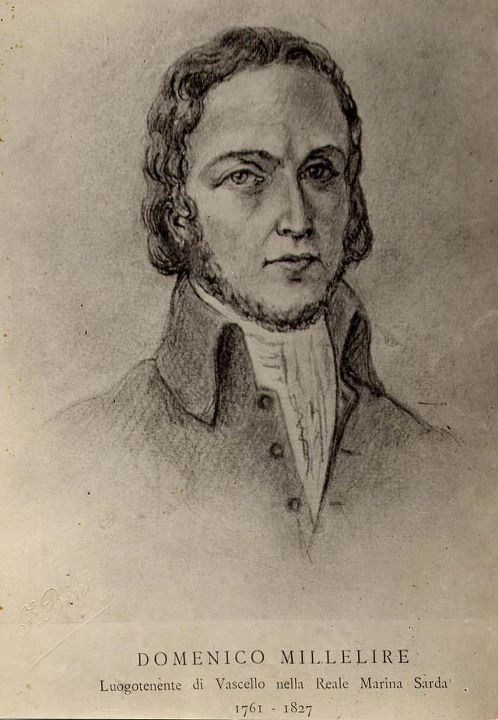
Domenico Millelire

Domenico Millelire (eigentlich Domenico Leoni; * 1761 auf La Maddalena; † 14. August 1827 ebenda) war Soldat der Marine des Königreiches Sardinien-Piemont. Er trat 1778 als Freiwilliger in die Marine ein. Bei der Verteidigung des Inselarchipels von La Maddalena (Sardinien) und des dortigen Marinestützpunktes gegen einen Angriff französischer Revolutionsstreitkräfte (Gefecht bei La Maddalena) zeichnete er sich im Februar 1793 besonders aus. Später wurde Millelire Offizier und schließlich Kommandant des Marinestützpunktes von La Maddalena. Millelire wurde als erster mit der Medaglia d’oro al valor militare ausgezeichnet.
Nach Millelire wurde in den 1920er Jahren ein U-Boot der Balilla-Klasse und in den 2020er Jahren ein Kriegsschiff der Thaon-di-Revel-Klasse benannt.